# Дзвінкий ясенний боковий фрикативний
Дзвінкий ясенний боковий фрикативний — приголосний звук, що існує в деяких мовах. У Міжнародному фонетичному алфавіті записується як ⟨ɮ⟩. У розширеному фонетичному алфавіті X-SAMPA позначається як K\.